# Sovon Vogelonderzoek Nederland
Sovon Vogelonderzoek Nederland, doorgaans Sovon genoemd, is de landelijke Particuliere Gegevensbeherende Organisatie (PGO) voor de ornithologie in Nederland. Zij organiseert en coördineert vogelmonitoring en -onderzoek op landelijk niveau volgens gestandaardiseerde, wetenschappelijke criteria en stimuleert de deelname hieraan door zo veel mogelijk vrijwilligers. De vereniging is gevestigd te Nijmegen.

## Doelstellingen
De belangrijkste werkdoelstellingen van Sovon zijn:
- het bepalen van de aantallen en de verspreiding van vogels in Nederland en de veranderingen hierin in de loop van de tijd (populatietrend) op landelijk, provinciaal en gebiedsniveau
- het verklaren van de waargenomen ontwikkelingen in samenwerking met andere kennisorganisaties
- het beschikbaar maken van de onderzoeksresultaten voor natuurbeleid, natuurbeheer en andere maatschappelijke doeleinden (wetenschap, voorlichting, onderwijs).

## Projecten
Sinds de publicatie van de eerste vogelatlas in 1979, volgt Sovon door middel van monitoringsprojecten de ontwikkelingen in aantallen en verspreiding van Nederlandse vogels. Zo startte Sovon in 1984 het Broedvogel Monitoring Project (BMP), waarbij in vaste steekproefgebieden jaarlijks door een vrijwillige vogelteller alle of juist een aantal geselecteerde broedvogelsoorten worden geïnventariseerd. Voor kolonievogels en zeldzame soorten bestaat het Landelijk Soortonderzoek Broedvogels (LSB). Voor doortrekkende en overwinterende vogels is er het project Punt-Transect-Tellingen (PTT), waarbij op 20 vaste punten langs een vast transect iedere winter tellingen worden uitgevoerd.
Sinds de eeuwwisseling zijn er steeds meer projecten van de grond gekomen, gericht op het toepasbaar en bruikbaar maken van basisgegevens voor beleid, beheer en bescherming. Een speerpunt is de ontwikkeling en het gebruik van het programma AVIS. Dit is in 1995 ontwikkeld in samenwerking met Staatsbosbeheer (SBB) en laat de potenties van terreinen zien door koppeling met referentiegebieden. Ook zijn in opdracht van de Vogelbescherming rapporten vervaardigd over populatieveranderingen bij weidevogels en bij sommige zwaluwsoorten. Voorts is in samenwerking met Vogelbescherming Nederland een nieuwe  rode lijst voor Nederland opgesteld.
De aantallen van alle ruim 300 in het wild levende vogelsoorten in Nederland worden gevolgd. Voor de broedvogels gebeurt dit sinds 1984 door middel van het landelijk Meetnet Broedvogels. Sommige soorten worden jaarlijks landelijk geteld of in grote gebieden (bijvoorbeeld Zuid-Veluwe) specifieke groepen zoals kolonievogels (zoals blauwe reiger) of sommige zeldzame soorten. De overige broedvogels worden in (enkele duizenden) steekproefgebieden geteld. 
De watervogels worden sinds 1980 maandelijks geteld in de waterrijke gebieden, opgedeeld in ruim 5.000 telgebieden. In januari tellen vrijwilligers watervogels in heel Nederland. Daarnaast worden watervogels ook gericht geteld bij slaapplaatsen (bijvoorbeeld ganzen). In droge gebieden worden in de winter alle vogelsoorten gemonitord door middel van het PTT (Punt-Transect-Tellingen) ofwel het Meetnet Wintervogels. 
De vogelmeetnetten maken deel uit van het Netwerk Ecologische Monitoring (NEM), het stelsel van natuurmeetnetten van de overheid.
Daarnaast brengt Sovon de verspreiding eens in de circa 15 jaar gericht in kaart door middel van atlasprojecten. Er zijn tot nu toe vier atlasperioden geweest: 1973–1977 (broedvogels), 1978–1983 (elke maand), 1998–2000 (broedvogels) en 2013–2015 (broedvogels en wintervogels). Op basis van gegevens die door duizenden vrijwillige vogeltellers volgens vaste meetprotocollen zijn verzameld, wordt de verspreiding zo nauwkeurig mogelijk gemodelleerd met behulp van ruimtelijke statistiek.

## Organisatie

### Het begin
In 1972 ontstond het idee om een organisatie op te richten die op landelijk niveau de vogelwaarnemingen coördineerde die overal in het land werden gedaan. Dit vereiste een organisatie die goede contacten onderhield met regionale vogelwerkgroepen. In 1973 werd daarvoor de Stichting Ornithologisch Veldonderzoek Nederland (SOVON) opgericht door drie biologen die toen betrokken waren bij onderzoek aan vogels (Luit Buurma, Jan Wattel en  Herman Klomp). De organisatie werd opgezet naar Engels voorbeeld, daar werd al veertig jaar eerder de British Trust for Ornithology (BTO) opgericht met vergelijkbare doelstellingen. Het eerste grote SOVON-project was de (eerste) Nederlandse Broedvogelatlas, die in 1979 werd gepubliceerd.
In 1984 werd de stichting SOVON een vereniging, eerst nog als Samenwerkende Organisaties Vogelonderzoek Nederland maar uiteindelijk werd afstand gedaan van een exacte betekenis van het acroniem 'SOVON'. De officiële naam van de vereniging is: Sovon Vogelonderzoek Nederland.

### Organisatiestructuur
Sovon is sinds 1984 een particuliere vereniging en vormt een bundeling van duizenden waarnemers die, doorgaans in hun vrije tijd, tellingen verrichten. De coördinatie van tellingen en projecten vindt plaats op het bureau van Sovon Nijmegen waar zo'n zestig mensen werken. 
Viermaal per jaar worden de medewerkers, leden en belangstellenden op de hoogte gehouden van projecten, resultaten en nieuwe ontwikkelingen middels het blad Sovon-Nieuws. Verder geeft Sovon samen met de Nederlandse Ornithologische Unie (NOU) het blad Limosa uit, een veld-ornithologisch tijdschrift gewijd aan vogelonderzoek in Nederland. Daarnaast is er ieder jaar de Landelijke Dag, waarop waarnemers en Sovon-medewerkers met elkaar van gedachten kunnen wisselen. Hier zijn ook andere groene (kennis)organisaties aanwezig.  
Veel waarnemers zijn aangesloten bij een vogelwerkgroep. Nederland telt zo'n 300 van die werkgroepen. Elke vogelwerkgroep organiseert regionaal of lokaal onderzoek, verzorgt excursies en lezingen, leidt nieuwe vogelaars op en geeft vaak een eigen tijdschrift uit. Het grootste deel van deze werkgroepen en verenigingen is lid van Sovon.

## Vogelonderzoek
Naast monitoring van wilde vogels in Nederland (verspreiding en aantallen) probeert Sovon middels onderzoek te achterhalen waardoor veranderingen ontstaan, waarom een soort voor- of achteruit gaat, en verschillende thema's, waaronder:  
- ganzen
- boerenlandvogels
- zeevogels
- klimaatverandering
- exoten
- soortonderzoek
- kennisontwikkeling